# Пограничный (Багратионовский район)
Пограни́чный — посёлок в Багратионовском районе Калининградской области России. Входит в состав Пограничного сельского поселения.

## География
Пограничный расположен на юго-западе Калининградской области, в 2 км к северу от российско-польской государственной границы, в 7 км к западу от посёлка Корнево.

## Население
| 2010 |
| ---- |
| 625  |

## История
Впервые упоминается в грамоте от 1 августа 1337 года, выданной комтуром Бальги Генрихом фон дер Мауэром местному управляющему по имени Герман на владение новой деревней Германсдорф. С годами название Германсдорф трансформировалось в Гермсдорф. В 1337 году в деревне уже существовала кирха.
В 1910 году в Гермсдорфе проживало 965 человек, в 1933 году - 814 человек, в 1939 году - 837 человек.
В 1946 году Гермсдорф был переименован в поселок Пограничный.